# Phước Hưng (An Giang)
Phước Hưng is een xã in het district An Phú, een van de districten in de Vietnamese provincie An Giang in de Mekong-delta. Phước Hưng ligt op de westelijke oever van de Hậu, even ten zuiden van Quốc Thái.